# 多姆扎萊

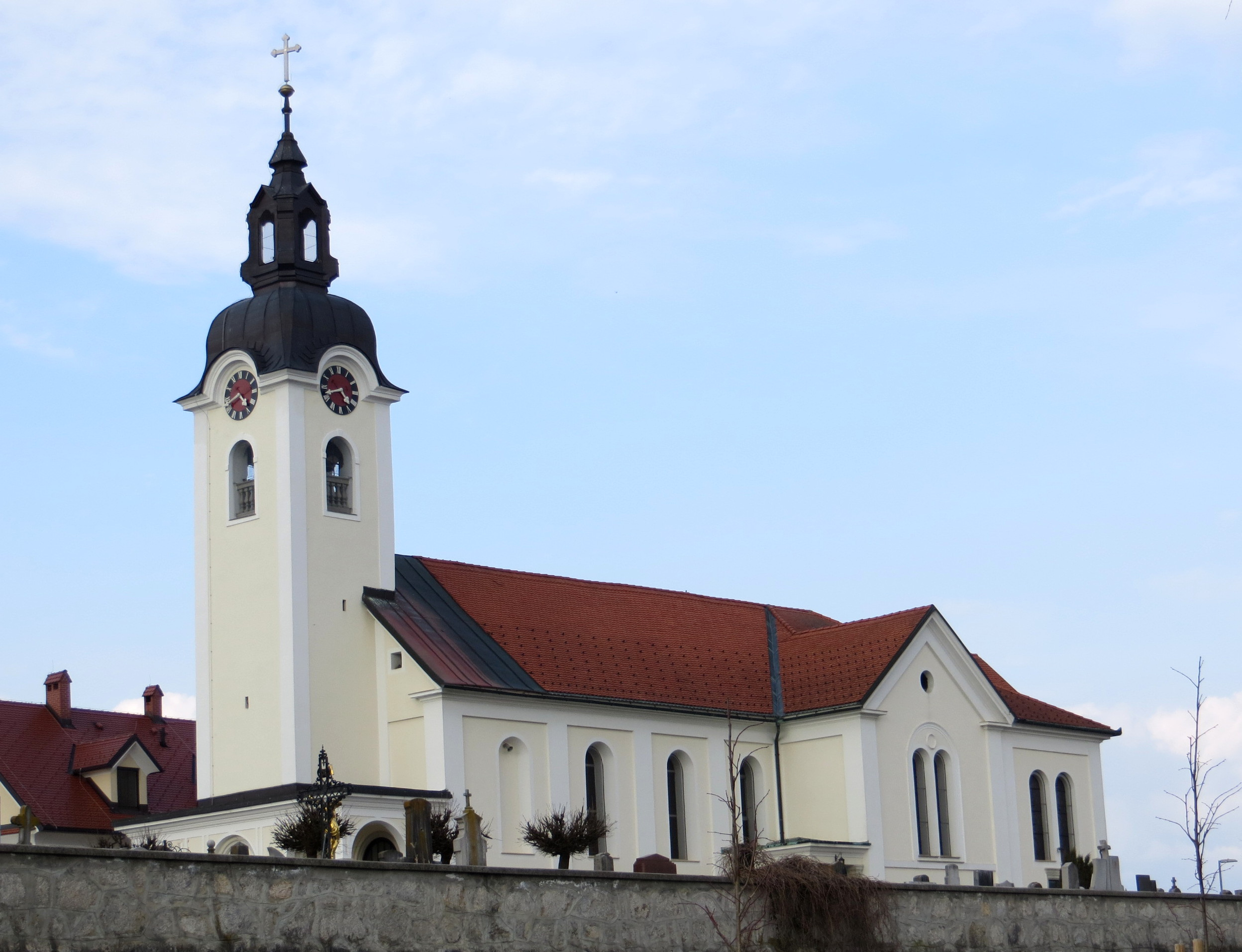
多姆扎莱圣母升天教堂

多姆扎萊（發音：[dɔmˈʒàːlɛ]）是斯洛文尼亞中部多姆扎萊市鎮的城鎮及其行政中心。距離首都盧布爾雅那15公里，海拔高度302米，2023年人口数量为13,222人。

## 外部連結
- Domžale at Geopedia（页面存档备份，存于）
- Official page of municipality（页面存档备份，存于） （斯洛文尼亚文）
- Boštjan Burger's cultural heritage website（页面存档备份，存于）, Panoramic view of Domžale
- Domžalski komorni zbor (Chamber Choir of Domžale)（页面存档备份，存于） （斯洛文尼亚文）